# Budënnovskij rajon
Il Budënnovskij rajon, in russo Будённовский район?, è un rajon del Kraj di Stavropol', nel Caucaso.